# Laodicea d'Arcàdia
Laodicea (grec antic: Λαοδίκεια) fou una antiga ciutat d'Arcàdia que va existir entre Megalòpolis i Orestíon. Va entrar en decadència amb la fundació de Megalòpolis i sota els romans era només un llogaret.